# بيتو غونسالفيس
بيتو غونسالفيس (31 ديسمبر 1980 في البرازيل - ) هو لاعب كرة قدم برازيلي في مركز الهجوم. لعب مع أتلتيكو براغانتينو ونادي جوفنتودي وS.C.S.V. Bomastar ‏ ونادي ريمو وSão Raimundo Esporte Clube (PA) ‏ ومارسيليو دياس البحري ‏ وTuna Luso Brasileira ‏ وAbaeté Futebol Clube ‏ وGrêmio Atlético Farroupilha ‏ وClube Atlético Vila Rica ‏ وSport Club Belém ‏.

## وصلات خارجية
- بيتو غونسالفيس على موقع قاعدة بيانات كرة القدم.إي يو (الإنجليزية)
- بيتو غونسالفيس على موقع ناشيونال فوتبول تيمز (الإنجليزية)
- بيتو غونسالفيس على موقع Soccerway.com (الإنجليزية)